# Oecetis ouachita
Oecetis ouachita is een schietmot uit de familie Leptoceridae. De soort komt voor in het Nearctisch gebied.